# 石抹移迭
石抹移迭（？—1161年），契丹族，石抹氏，金朝大臣。
石抹移迭初任辽阳主簿。正隆六年（1161年）十月，在东京辽阳府拥世宗完颜雍即位，废除完颜亮为海陵王，改元大定。以北面行营都统白彦敬与副统纥石烈志宁不从世宗之命，世宗派他去招抚，结果被害，世宗追赠他为镇国上将军，令其家食五品俸，收录其子。